# 中国—巴拿马关系
中國—巴拿馬關係（西班牙語：Relaciones entre China y Panamá)，是指中国与巴拿马的双边关系，现时是指中華人民共和國與巴拿马共和国的雙邊關係。
巴拿马自从清朝末年就与中国建立了外交关系，随后成立的中华民国延续了这一外交关系。1949年中华人民共和国成立后，巴拿马仍与中华民国保持外交关系。尽管巴拿马政府曾于2009年提出与中华人民共和国建交，但其直到2017年才与中华人民共和国建交，并同时与中华民国断交。

## 历史

### 1910年代至2010年代
中國與巴拿馬雙方關係可追溯至清朝，雙方於1910年1月16日（清宣統元年十二月六日）建立領事級外交關係。1910年5月9日（宣统二年四月一日），中国驻巴拿马总领事馆建立，首任总领事为欧阳庚。1912年中華民國成立，承續两国關係。1954年5月1日，双方的公使馆升格為大使館等級。巴拿马在中华民国政府迁台後继续维持关系，直到2017年断交。

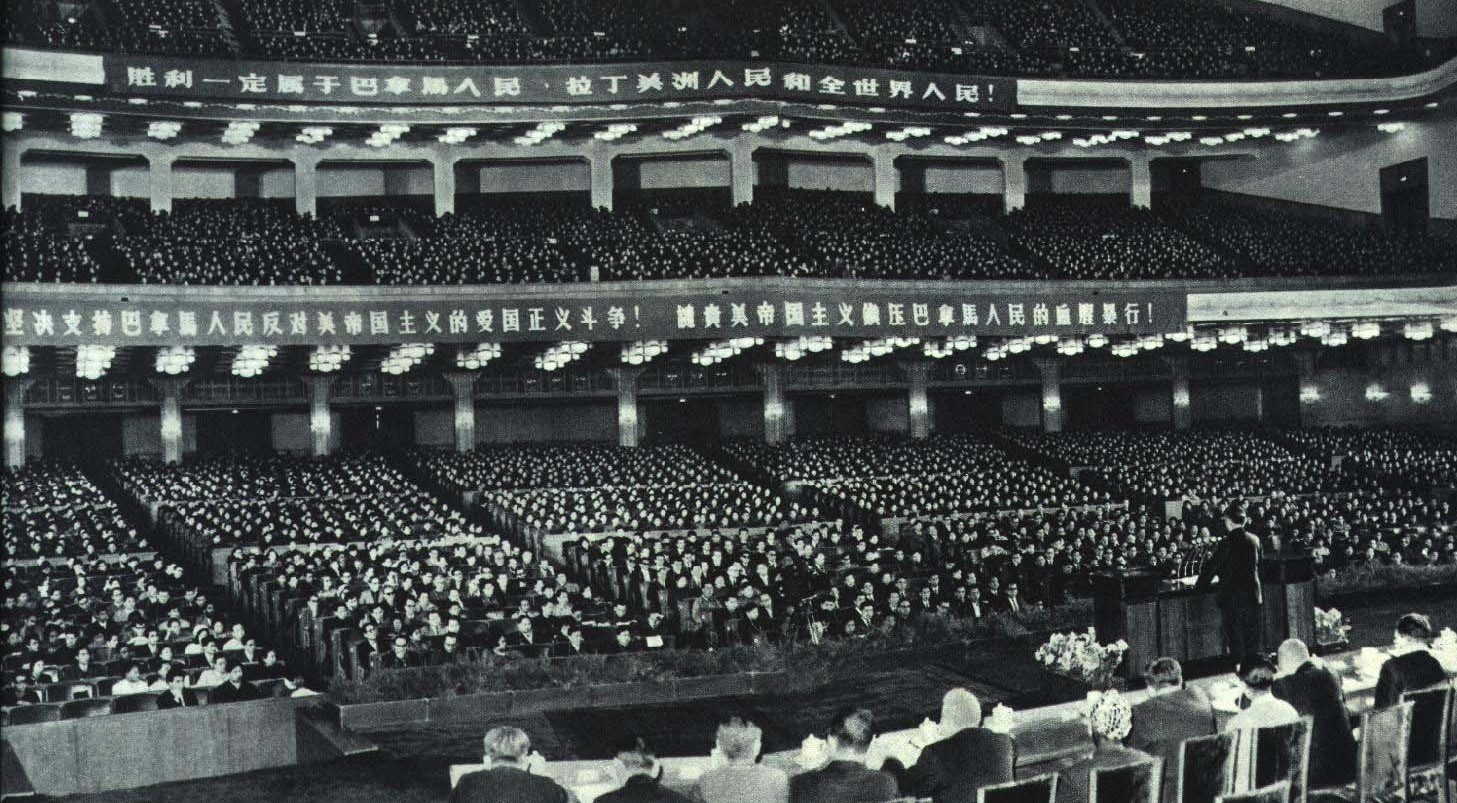
1964年中国抗议美国入侵巴拿马

1964年，巴拿马发生反美暴动，三万人冲入巴拿马运河区，袭击美国的大使馆和新闻办公室，美军以机枪扫射回应。
《人民日报》发表了中国共产党主席毛泽东对此事件的谈话：
|  | （节选）中国人民坚决站在巴拿马人民的一边，完全支持他们反对美国侵略者，要求收回巴拿马运河区主权的正义行动。美帝国主义是全世界人民最凶恶的敌人。 |

1995年9月，中巴两国政府谈判并签署《中华人民共和国政府和巴拿马共和国政府关于互设民间商务代表处的协议》，两国在对方首都互设具有大使馆性质的代表机构:372。
1997年，在李登辉访问巴拿马期间，中华人民共和国外交部发言人对巴拿马发出谴责声明：
|  | 巴拿马政府无视中国政府立场与严正规劝，违反了联合国宪章和2758号决议，坚持邀请台湾当局的领导人参加这个会议。实际上，是为台湾当局分裂祖国的活动提供了场所和机会，损害了我国的主权，干涉了中国的内政。所以我们对此表示遗憾，那么当然这个巴拿马政府这个的错误的做法，已经对大会的效果造成了消极的影响。 |

2003年8月，巴拿马第一副总统阿图罗·巴利亚里诺取消原定于当月30日的访华计划。
2011年5月，维基解密披露美国大使芭芭拉·史蒂芬森的外交电报，巴拿马总统里卡多·马蒂内利在2009年当选之后，表达有意承认中华人民共和国。2010年1月，巴拿马外长胡安·卡洛斯·巴雷拉（后就任巴拿马总统）也在访问亚洲期间会晤中华人民共和国外交部部长楊潔篪，中方以避免损害刚刚回暖的两岸关系回绝巴方的建交提议。
2015年1月8日，巴拿马外交部副部长路易斯·米格尔·欣卡皮耶出席在中国北京举行的中国—拉共体论坛第一次部长级会议。

### 2020年代

#### 与中华人民共和国建交
当地时间2017年6月12日晚間8時许，巴拿马总统胡安·卡洛斯·巴雷拉在巴拿马国家电视台全国新闻联播节目上，宣布巴拿马与中華人民共和國建立全面外交关系。同日，巴拿马政府发表声明宣布与中華民國断交。6月13日，中华人民共和国外交部部长王毅與巴拿马副总统兼外长伊莎贝尔·德圣马洛在北京签署《中华人民共和国和巴拿马共和国关于建立外交关系的联合公报》，正式建立大使级外交关系。
中共中央总书记习近平在阿根廷布宜诺斯艾利斯出席完二十国集团峰会后，于2018年12月2日晚飞抵巴拿马城，对巴拿马进行20小时的国事访问。这是两国建交后中国领导人首次访问巴拿马，两国共同签署了19项合作协议备忘录及条约。
2018年12月3日，习近平来到巴拿马总统府，同巴拿马总统巴雷拉举行了会谈。在当天的会谈中，两国元首就进一步推进两国关系达成广泛共识。当天发表的《中华人民共和国和巴拿马共和国联合新闻公报》还详细列举了达成的19项共识。
巴拿馬在與中國建交後，便加入了中方主導的「一带一路」。但2025年2月，在美國國務卿馬可·魯比奧與巴拿馬總統何塞·勞爾·穆利諾會晤後，巴拿馬宣布將退出「一帶一路」。彭博新聞社引述消息透露，巴拿馬面對美國施壓，正考慮是否取消香港公司長江和記實業經營巴拿馬運河港口有效期至2047年的特許合同 。

## 经贸关系
据中国海关总署统计，2022年中巴贸易额138.9亿美元，同比增长22.5%，其中中国出口额126.5亿美元，同比增长24.5%；进口额12.4亿美元，同比增长5.5%。中国主要出口机电产品、成品油、纺织品等，进口铜矿砂、动物饲料、冻牛肉等。

## 交通

### 航空
中华人民共和国
- 两国在2018年开通了由北京→巴拿馬城的直航航班（此航班中途经停 美国休斯顿），由中国国际航空执飞。航班号为CA885/6
- 或者可经由：北京→伊斯坦堡、巴黎、法蘭克福、阿姆斯特丹、马德里、紐約、洛杉磯、芝加哥、休士頓、舊金山、多倫多、圣保罗（巴西），再轉機前往巴拿馬的國際機場（英语：List of airports in Panama）。

## 外部連結
- 中華人民共和國駐巴拿馬共和國大使館官方網站（简体中文）（西班牙文）
  - 中華人民共和國駐巴拿馬共和國大使館經濟商務處官方網站（简体中文）